# إيف ترودو (قاتل متسلسل)
إيف ترودو هو قاتل متسلسل كندي، ولد في 1946، وتوفي في 2008 في كيبك في كندا.